# 卡塞爾緣石

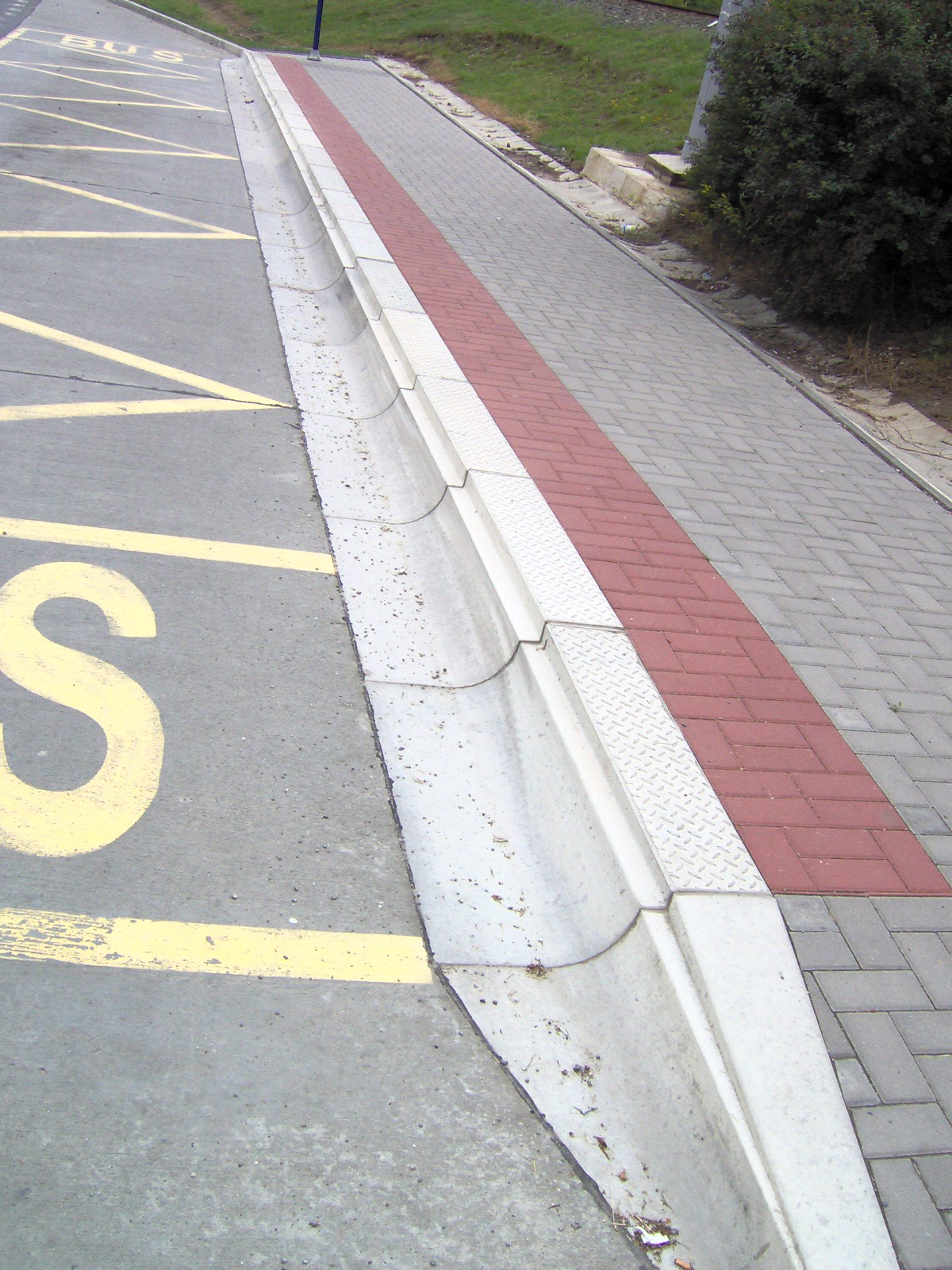
卡塞爾緣石的近照，可見內凹的圓弧設計能使公車進站時輪胎輪胎緊貼緣石邊緣，此一過程除能使車身打直，也能使車身更靠近站台，方便輪椅使用者上下車。

卡塞爾緣石（德語：Kasseler Busbord）為一種特殊緣石，專為服務低底盤公車的公車站站台設計。此一緣石因其發明地德國卡塞爾市而得名，其內凹的圓弧設計使得公車在停靠於公車站時候，能更靠近站台邊緣且無須擔心碰撞問題。

## 歷史

### 低底盤公車的發展
卡塞爾緣石的發明和20世紀後期低底盤公車與超低底盤電車的問世有著緊密的關聯性。德國尼奧普蘭公司於1976年設計了第一部低底盤公車，但當時未受到市場青睞。
1980年代，德國交通公司協會（德語：Verband Deutscher Verkehrsunternehmen）制訂了一款名稱「標準城市公車二型」（德語：Standard-Linienbus II）的公車規格，該規格於1982年進一步發展為尼奧普蘭公司的尼奧普蘭N 416（Neoplan N 416）並獲得廣泛好評。
尼奧普蘭N 416發表後的不久，MAN集團的競爭對手戴姆勒按照新型標準城市公車的規格，於1984年設計了梅賽德斯-奔馳O405，該款式並於1980年代末期獲得大量的訂單。隨後，尼奧普蘭公司於1990年後設計了多款低底盤公車，包括尼奧普蘭N4014、N4015和N4016 NF。
其它廠商亦基於標準城市公車的規格要求發展了自己的公車款式。凱斯鮑爾於1987年推出了世界首部低底盤公車S 300 NC，並於1989年開賣。
戴姆勒的首部低底盤公車則為梅賽德斯-奔馳O405 N，該車款於1989年末開始生產，隨後幾年的使用情況證明了該車設計的卓越性，訂單因此大增。
卡瑟爾特殊緣石（德語：Kassel Sonderbord）為最早為低底盤公車和無障礙環境設計的特殊緣石，之後其它廠商也陸續推出類似的設計。

### 無障礙概念
自1980年代末期以來，隨著德國的公眾運輸系統導入更多低底盤公車，公眾運輸系統的無障礙環境設計更加受到重視。早期的低底盤公車將公車出入口的台階數量由原本的二、三階縮減至一階，儘管台階數量減少，僅存的台階依然造成輪椅使用者的不便。提升公車站台的高度未能完全解決問題，車內地板與站台之間的間隙依然過寬，輪椅通過時其較小的前輪容易遭間隙卡住。與低底盤公車同一時期問世的超低底盤電車證明了只要設計妥當，車地板與月台間的間隙可大幅縮小，解決輪椅安全通行的問題。
1990年代，無障礙通用設計概念於公車運輸系統的導入取得巨大成功。由於各城市的公眾運輸單位對於舊設計不再青睞，MAN集團和戴姆勒於2001年起不再於歐洲境內生產傳統的高地台公車。

## 卡塞爾特殊緣石
卡塞爾特殊緣石的德語稱為「Kasseler Sonderbord」。1996年，德國標準化學會（德語：Deutsches Institut für Normung，簡稱DIN）制定了DIN 18024標準，該標準正式全稱為《無障礙設計－第一部分：街道、廣場、道路和休閒設施之基本規劃》，並於1998年改良修正。
卡塞爾市對於公共運輸系統的的無障礙設計一直走在前沿，早於1992年便已對低底盤公車進行測試。測試發現，增高公車站台的設計會增加車輛輪胎的磨損，因此卡塞爾的公共運輸公司於1994年決議針對該問題設計一種新型「特殊緣石」。為此，卡塞爾當局找到了位於卡塞爾南方不遠的小鎮根松根（Gensungen）的弗勒利希·包公司（Fröhlich Bau AG），該公司設計了一款特殊緣石，並申請了專利（EP0544202/1993）。弗勒利希·包公司停產該緣石後，普羅費比藤公司（Profilbeton GmbH）接替該緣石的生產，普羅費比藤公司位於黑森博爾肯，同樣位於卡塞爾的南方。2001年時，卡塞爾市內16%的公車站已改用「卡塞爾特殊緣石」。
卡塞爾緣石表面的內凹設計除了是為減少公車輪胎的磨耗，也能幫助公車在進站時貼近緣石行駛而將車身打直，使得公車進入公車站時能更靠近站台，方便輪椅使用車上下車。此外，為能和公車地板的高度同高，卡塞爾緣石通常較一般人行道的緣石稍高，因此會有緩坡設計。
卡塞爾緣石如今成為德國新建公車站的標準配備，德國標準化學會於2010年提出了DIN 18024-1規格，並計畫將其納入DIN 18070標準中。DIN 18070的正式名稱為《公共運輸與開放空間》（德語：Öffentlicher Verkehrs- und Freiraum）。

## 德勒斯登複合式緣石

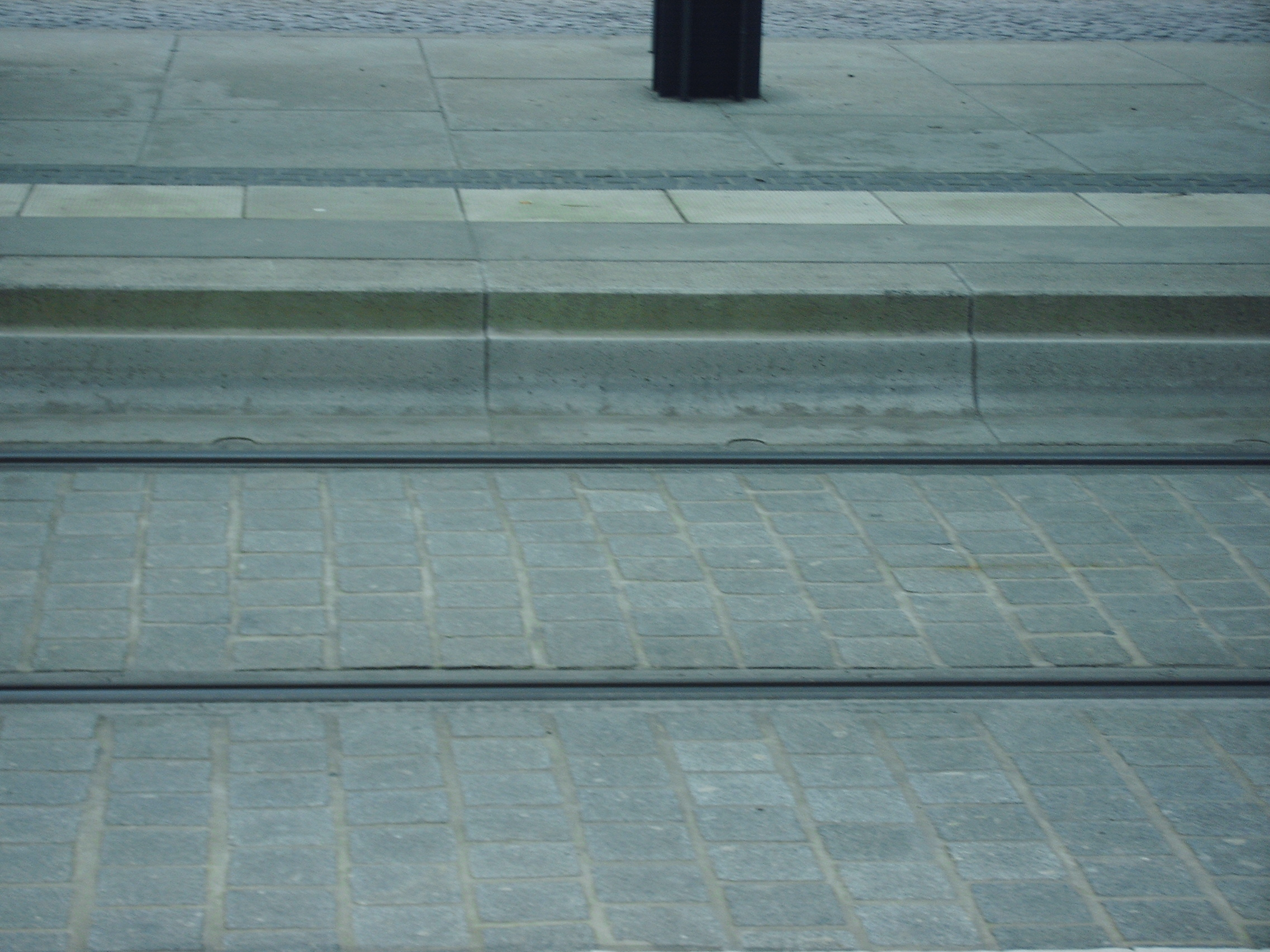
路面電車車站月台的德勒斯登複合式緣石，該站台由公車和路面電車共用。

顧名思義，德勒斯登複合式緣石（德語：Dresdner Combibord）最早出現在德勒斯登，之所以被稱為「複合式緣石」是因為其同時為低底盤公車的公車站台和超低底盤電車的車站月台設計。由於德勒斯登路面電車（Straßenbahn Dresden）的部分車站與公車共用月台，因此特地為此需求設計了該緣石。
1990年代，隨著德勒斯登導入超低底盤電車（1995年至1998年間生產的龐巴迪NGT6DD），德勒斯登複合式緣石也隨之問世，並於1997年7月取得專利（DE19730055）。
德勒斯登公共運輸公司為德勒斯登複合式緣石制定了以下規格：
- 最低月台高度：
  - 路面電車車門：230公釐
  - 公車車門：180公釐
- 月台與車內地板之間的最大高低差：
  - 路面電車：50公釐
  - 公車：80公釐
- 最大月台間隙：50公釐
- 人行道與緣石之間：
  - 最大高低差：30公釐
  - 最大坡度：6%

## 其它衍伸設計
- 埃爾福特市於2007年為其公車系統設計了「埃爾福特特殊緣石」（Erfurter Busbordstein），高度為240公釐。（卡塞爾緣石的高度為180公釐）[17]
- 柏林市為其路面電車系統設計了「柏林複合式緣石」（Berliner Combibord），較鐵軌高出210公釐。（德勒斯登複合式緣石較鐵軌的高出240公釐）[18]